# Komitet Nauk Etnologicznych Polskiej Akademii Nauk
Komitet Nauk Etnologicznych Polskiej Akademii Nauk – jednostka organizacyjna Polskiej Akademii Nauk. Działalnością Komitetu kieruje 6-osobowe prezydium. Działalność Komitetu obejmuje etnologię i antropologię kulturową, antropologię społeczną oraz folklorystykę, etnomuzykologię, etnoreligioznawstwo, etnomuzealnictwo, studia nad sztuką ludową i sztuką nieprofesjonalną, etnochoreologię, etnomedycynę i etnobotanikę. Komitet został powołany w 1975 roku z inicjatywy prof. dra Józefa Burszty.

## Historia
Powołanie Komitetu poprzedzone zostało powstaniem Sekcji Etnograficznej utworzonej w ramach Komitetu Nauk Socjologicznych PAN w maju 1972 roku. Przewodniczącym Sekcji został prof. dr Józef Burszta, jego zastępczyniami prof. dr hab. Maria Frankowska i prof. dr hab. Anna Kutrzeba-Pojnarowa, sekretarze, dr hab. Zbigniew Jasiewicz.
Oficjalnie komitet został powołany 27 marca 1975 roku pod nazwą Komitet Nauk Etnograficznych, a pierwsze posiedzenie odbyło się 19 kwietnia 10975 roku w Warszawie. Przewodniczącym został prof. dr Józef Burszta, zastępczyniami prof. dr hab. Bronisława Kopczyńska-Jaworska i prof. dr hab. Zofia Sokolewicz, sekretarzem prof. dr hab. Zbigniew Jasiewicz. Pierwszymi zadaniami Komitetu były: ekspertyzy dotyczące sytuacji kadrowej w środowisku polskich etnologów i kierunków prowadzonych badań; prace dokumentacyjne i bibliograficzne (we współpracy z Polskim Towarzystwem Ludoznawczym); opieka nad programami studiów etnologicznych.
Liczba wybieranych i powoływanych członków Komitetu jest, w całym okresie jego działalności, stała i wynosi ok. 30 osób. Zwiększała się natomiast, w związku ze wzrastająca grupą profesorów i doktorów habilitowanych, liczba elektorów biorących udział w wyborach do Komitetu.
Struktura Komitetu składała się z komisji i zespołów, zmieniających się wraz ze zmianami problematyki badawczej nauk etnologicznych. W pierwszym okresie działalności Komitetu w latach 70. XX wieku były to Komisja Badań Współczesności, Komisja do Badania Kultury Ludowej w Karpatach, Komisja Etnologii Religioznawczej i Komisja Amerykanistyczna, Zespół do Badania Rybołówstwa Tradycyjnego i Zespół Naukowej Dokumentacji Etnograficznej, Zespół Naukowej Dokumentacji Etnograficznej w Łodzi.

## Zakres działalności
Integracja przedstawicieli nauk etnologicznych w trzech ważnych obszarach: personalnym, instytucjonalnym i interdyscyplinarnym. Wyrazem integracji jest m.in. przekształcenie czasopisma „Lud” w 1992 roku w organ wspólny Polskiego Towarzystwa Ludoznawczego i Komitetu.
Współtworzenie warunków rozwoju nauk etnologicznych poprzez inicjowanie dyskusji dotyczących wszystkich aspektów działalności naukowej: poznawczego (zdobywanie kompetencji metodologicznych, doskonalenie metod pracy terenowej i analitycznej, opracowanie zasad dokumentacji i informacji, wskazywanie na nowe pola badawcze), dydaktycznego (modernizowanie programów nauczania uniwersyteckiego) i upowszechniania wiedzy (dbałość o wydawnictwa, podejmowanie problematyki muzealnictwa etnograficznego).
Reprezentowanie nauk etnologicznych wobec nauki polskiej i światowej. Zadanie to Komitet realizował m.in. będąc zbiorowym członkiem International Union of Anthropological and Ethnological Sciences oraz wspomaganie członków w uczestnictwie konferencji krajowych i zagranicznych.
Włączenie nauk etnologicznych do rozwiązywania ważnych problemów współczesnego życia (transformacja społeczna, migracja i adaptacja migrantów, rola dziedzictwa kulturowego, współczesne przejawy etniczności itp.) poprzez organizowane zespołów badawczych oraz wykonywanych przez nie memoriałów i ekspertyz.

## Wydawnictwa

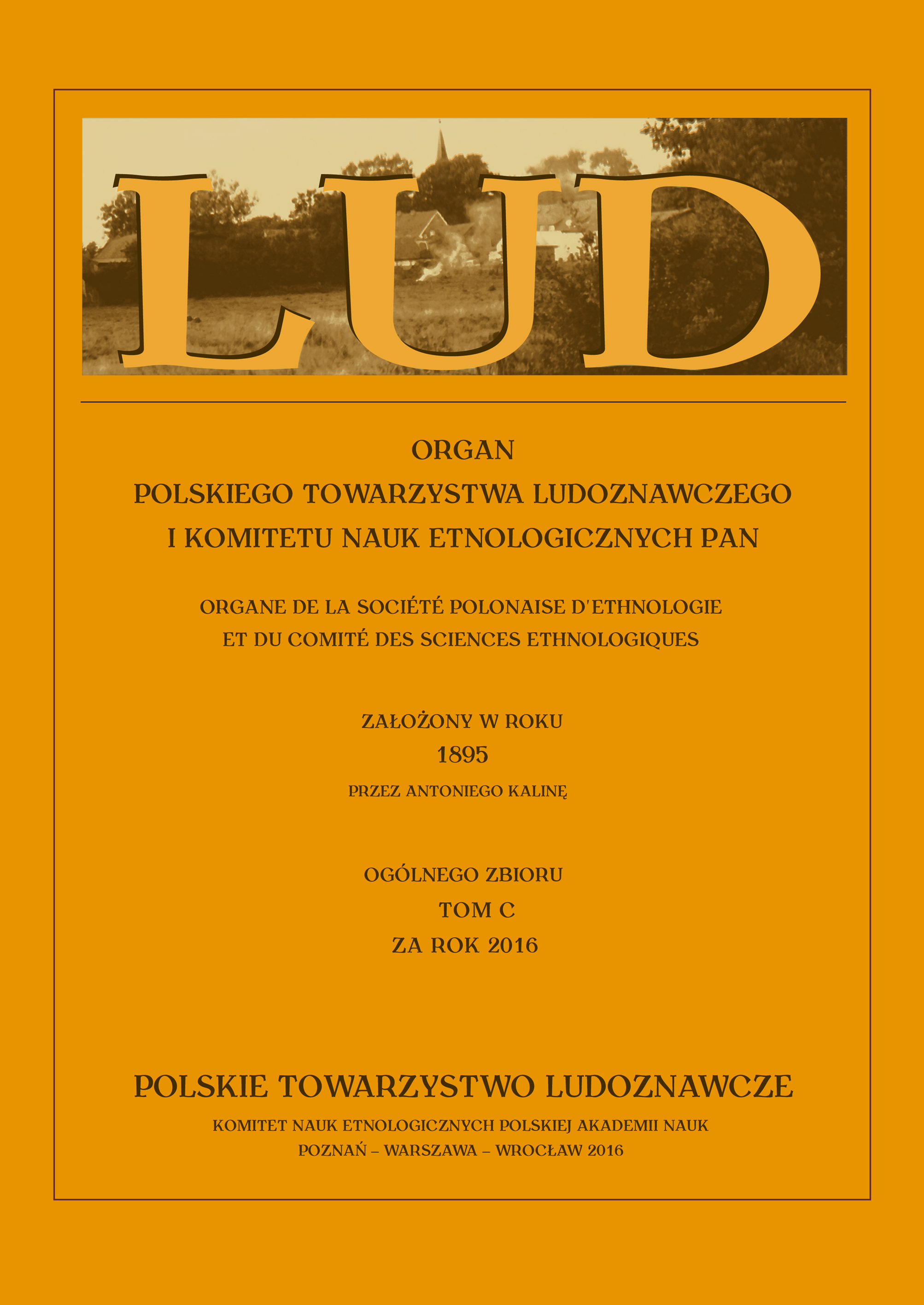
Setny numer czasopisma naukowego Lud wydanego w 2016 roku

- seria monograficzna "Prace Komitetu Nauk Etnologicznych PAN" (19 tomów)[10]
- czasopismo "Lud" – głównym wydawcą czasopisma od 1895 roku jest Polskie Towarzystwo Ludoznawcze, Komitet jest współwydawcą od 1992 roku[7][11]

## Przewodniczący Komitetu w latach 1975-2020
|   | Imię i nazwisko                           | Kadencja  |
| - | ----------------------------------------- | --------- |
| 1 | Prof. dr Józef Burszta                    | 1975-1987 |
| 2 | Prof. dr hab. Zbigniew Jasiewicz          | 1997-2007 |
| 3 | Prof. dr hab. Aleksander Posern-Zieliński | 2007-2020 |
| 4 | dr hab. Katarzyna Kaniowska, Prof. UŁ     | 2020-     |

## Skład Komitetu Nauk Etnologicznych PAN w kadencji 2020–2023

### Prezydium komitetu
| Funkcja                 | Imię i nazwisko     | Afiliacja                                                                                  |
| ----------------------- | ------------------- | ------------------------------------------------------------------------------------------ |
| Przewodnicząca          | Katarzyna Kaniowska | Instytut Etnologii i Antropologii Kulturowej, Uniwersytet Łódzki                           |
| Honorowy przewodniczący | Zbigniew Jasiewicz  | Instytut Etnologii i Antropologii Kulturowej, Uniwersytet im. Adama Mickiewicza w Poznaniu |
| Zastępcy                | Anna Engelking      | Instytut Slawistyki, Polska Akademia Nauk                                                  |
|                         | Michał Buchowski    | Instytut Antropologii i Etnologii, Uniwersytet im. Adama Mickiewicza w Poznaniu            |
| Członkowie              | Tarzycjusz Buliński | Instytut Archeologii i Etnologii, Uniwersytet Gdański                                      |
|                         | Maciej Kurcz        | Instytut Nauk o Kulturze, Uniwersytet Śląski w Katowicach                                  |
|                         | Anna Niedźwiedź     | Instytut Etnologii i Antropologii Kulturowej, Uniwersytet Jagielloński w Krakowie          |

### Członkowie komitetu[12]
- Kamila Baraniecka-Olszewska
- Janusz Barański
- Zbigniew Benedyktowicz
- Anna Weronika Brzezińska
- Michał Buchowski
- Tarzycjusz Buliński
- Agnieszka Chwieduk
- Wojciech Dohnal
- Anna Engelking
- Róża Godula-Węcławowicz
- Janina Hajduk-Nijakowska
- Agnieszka Halemba
- Zbigniew Jasiewicz – honorowy przewodniczący Komitetu
- Katarzyna Maria Kaniowska
- Grażyna Ewa Karpińska
- Eugeniusz Kłosek
- Katarzyna Emilia Kość-Ryżko
- Maciej Kurcz
- Anna Malewska-Szałygin
- Lech Mróz
- Anna Nadolska-Styczyńska
- Anna Niedźwiedź
- Wojciech Olszewski
- Aleksander Posern-Zieliński – członek rzeczywisty PAN Wydziału I Nauk Humanistycznych i Społecznych
- Jacek Jan Pawlik
- Danuta Maria Penkala-Gawęcka
- Halina Rusek
- Teresa Smolińska
- Łukasz Smyrski
- Jerzy Sławomir Wasilewski
- Maciej Ząbek
- Hanna Magdalena Zowczak

## Skład Komitetu Nauk Etnologicznych PAN w kadencji 2015–2019[13]

### Prezydium komitetu
| Funkcja                 | Imię i nazwisko             | Afiliacja                                                                                  |
| ----------------------- | --------------------------- | ------------------------------------------------------------------------------------------ |
| Przewodniczący          | Aleksander Posern-Zieliński | Instytut Etnologii i Antropologii Kulturowej, Uniwersytet im. Adama Mickiewicza w Poznaniu |
| Honorowy przewodniczący | Zbigniew Jasiewicz          | Instytut Etnologii i Antropologii Kulturowej, Uniwersytet im. Adama Mickiewicza w Poznaniu |
| Zastępcy                | Katarzyna Kaniowska         | Instytut Etnologii i Antropologii Kulturowej, Uniwersytet Łódzki                           |
|                         | Anna Malewska-Szałygin      | Instytut Etnologii i Antropologii Kulturowej, Uniwersytet Warszawski                       |
| Sekretarz               | Anna Engelking              | Instytut Slawistyki, Polska Akademia Nauk                                                  |
| Członkowie              | Marcin Brocki               | Instytut Etnologii i Antropologii Kulturowej, Uniwersytet Jagielloński w Krakowie          |
|                         | Wojciech Burszta            | SWPS Uniwersytet Humanistycznospołeczny                                                    |
|                         | Teresa Smolińska            | Instytutu Polonistyki i Kulturoznawstwa, Uniwersytet Opolski                               |
|                         | Hanna Magdalena Zowczak     | Instytut Etnologii i Antropologii Kulturowej, Uniwersytet Warszawski                       |

### Członkowie komitetu[12]
- Jan Adamowski
- Janusz Barański
- Michał Buchowski
- Piotr Dahlig
- Wojciech Dohnal
- Mirosława Drozd-Piasecka
- Róża Godula-Węcławowicz
- Janina Hajduk-Nijakowska
- Grażyna E. Karpińska
- Zygmunt Kłodnicki
- Eugeniusz Kłosek
- Waldemar Kuligowski
- Jolanta Ługowska
- Janusz Mucha
- Anna Nadolska-Styczyńska
- Jan Jacek Pawlik
- Danuta Penkala-Gawęcka
- Adam Pomieciński
- Halina Rusek
- Jacek Schmidt
- Jan Święch
- Jerzy Sławomir Wasilewski
- Anna Wieczorkiewicz

### Specjaliści
- Kamila Baraniecka-Olszewska
- Zbigniew Benedyktowicz
- Arkadiusz Bentkowski
- Anna Weronika Brzezińska
- Hubert Czachowski
- Grażyna Kubica-Heller
- Katarzyna Emilia Kość-Ryżko

### Komisje[14]
- Komisja do Badania Wschodu
- Komisja Antropologii Miasta
- Komisja Folklorystyczna